# 라이엘산뒤쥐
라이엘산뒤쥐(Sorex lyelli)는 땃쥐과에 속하는 포유류의 일종이다. 가장 흔하게 발견되는 미국 요세미티 국립공원에 있는 라이엘 산의 이름을 따서 명명했다.

## 분포
미국 캘리포니아주 시에라네바다산맥의 일부 지역의 토착종이다. 분포 지역은 해발 2100~3630m의 프레즈노, 마리포사, 모노, 투오롬네 군 지역이다.